# Franjo Arapović
Franjo Arapović, né le 2 juin 1965, est un joueur croate de basket-ball. Il a joué auparavant sous les couleurs yougoslave.

## Biographie
Son fils Marko, né en 1996, est aussi joueur de basket-ball.

## Palmarès

### Sélection nationale
Jeux olympiques d'été
- Médaille d'argent des Jeux olympiques de 1992 à Barcelone, Espagne avec la Croatie
- Médaille d'argent des Jeux olympiques de 1988 à Séoul, Corée du Sud avec la Yougoslavie

Championnat du monde
- Médaille de bronze du championnat du monde 1986, Espagne avec la Yougoslavie

Championnat d'Europe
- Médaille de bronze du championnat d'Europe 1993, Allemagne avec la Croatie